# Südlicher Uaso Nyiro
Der Uaso Nyiro ist ein Fluss im Süden Kenias.

## Verlauf
Er entspringt im Mau-Wald und mündet kurz nach der Grenze zu Tansania in den Natronsee. Er spült dort Sand und Salze vom Hochland ein.